# Isidoro Diéguez Dueñas
Isidoro Diéguez Dueñas (Puertollano, 19 de enero de 1909 – Madrid, 21 de enero de 1942) fue un político comunista español.

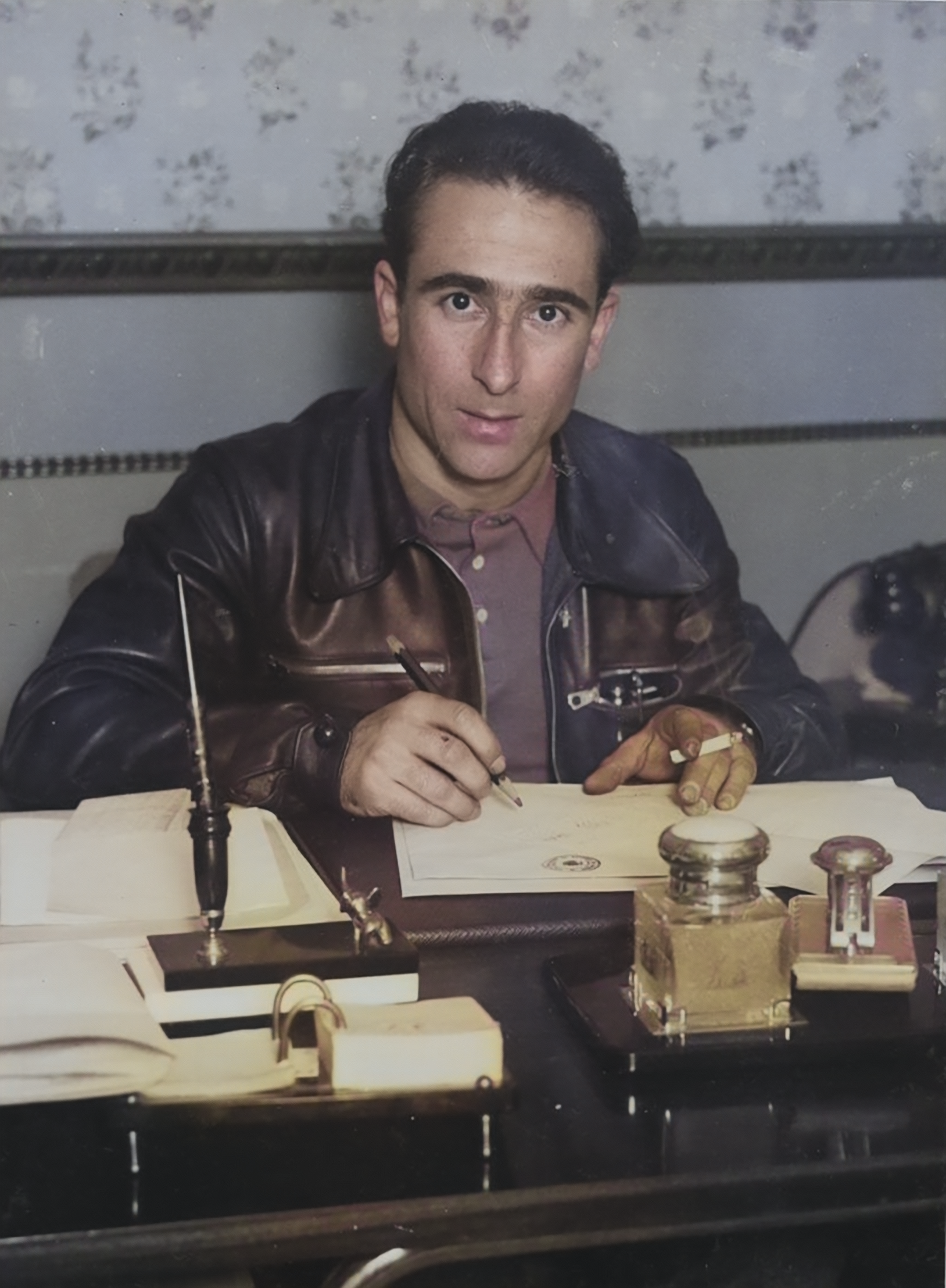

## Biografía
Nació en Puertollano (Ciudad Real), el 19 de enero de 1909. 
Albañil de profesión, desde el año 1924 militó en el sindicato de albañiles de la UGT en Madrid. 
En el año 1932 ingresó en el Partido Comunista de España (PCE), nombrado delegado sindical del Radio Sur del Comité Provincial de Madrid y con posterioridad secretario general del mismo.
Entre 1932 y 1933 viajó hasta la URSS para participar en un curso en la Escuela Internacional Lenin (EIl). 
En 1933 ascendió de cargo, primero como responsable sindical en el Comité Provincial del PCE de Madrid y luego como secretario general. 
Durante la Revolución de octubre de 1934, Diéguez trabajó clandestinamente con su partido, animando y orientando a los huelguistas. 
En el inicio de la guerra civil española era el secretario de organización del Comité Provincial del PCE en Madrid y estuvo presente en el Cuartel de la Montaña y en los frentes de Somosierra, de Guadarrama, de Getafe y en Cuatro Vientos. 
Fue uno de los miembros de la Junta de Defensa de Madrid, ocupando el cargo de suplente en la Consejería de Guerra dirigida por el comunista Antonio Mije. Desde el 4 de diciembre de 1936, dejó la suplencia, para ocupar el puesto de consejero de Guerra. 
Formó parte del Comité Central del PCE desde marzo de 1937.  
Miembro del Buró Político desde julio de 1938.
Días antes de la finalización de la contienda y coincidiendo con el golpe del coronel Segismundo Casado, Diéguez fue uno de los dirigentes comunistas más destacados en la confrontación y resistencia realizada por los comunistas contra la sublevación. 
El 24 de marzo de 1939, Diéguez salió de España acompañado por su mujer Anita Carrasco y su hijo Jorge Dieguez en un avión que despegó desde el aeródromo de Totana (Murcia). Comparte el avión con los dirigentes comunistas que salen de España: Palmiro Togliatti, Jesús Hernández, Pedro Checa, Vicente Uribe, Palau, Fernando Claudín y Virgilio Llanos.
Su primer destino fue Orán, para llegar con posterioridad a la URSS. 
En agosto de 1939, tras salir de territorio soviético hasta Francia, embarcó desde aquí hasta Nueva York y en septiembre del mismo año llegó a México. 
En la primavera de 1941 y por decisión del Buró Político del PCE en México, fueron enviados unos dirigentes comunistas españoles desde América para ponerse en contacto con los compañeros que dirigían la organización en el interior del país y que fuera Diéguez, el máximo responsable de la Delegación del PCE en España. Este dirigente comunista se embarcó en el buque portugués “Gaza” con una documentación falsa a nombre de Marcos Hilario Samper, desembarcando en Lisboa a mediados de junio del mismo año. 
El grupo de Lisboa como fue conocido estaba integrado por Jesús Larrañaga, Manuel Asarta, Diéguez, entre otros y en septiembre de 1941, días antes de pasar a España fueron detenidos por la policía dictatorial de Salazar, debido a un chivatazo procedente de un compañero llegado también de América. Todos los miembros del grupo de Lisboa fueron entregados a las fuerzas del orden franquistas un mes más tarde. Tras ser interrogados en las dependencias de la Dirección General de Seguridad ubicada en la Puerta del Sol de Madrid, fueron conducidos a la prisión de Porlier.
El juicio tuvo lugar el 19 de enero de 1942 con la sentencia de seis condenas de muerte, las cuales fueron llevadas a cabo en la madrugada del 21 de enero de 1942, junto a las tapias del cementerio del Este de Madrid. Isidoro Diéguez fue fusilado junto a Jesús Larrañaga, Manuel Asarta, Jaime Girabau, Francisco Barreiro y Eladio Rodríguez.  
Rafael Alberti rememora a Diéguez en estos versos incluidos en "El poeta en la calle": 
"¡Sangre de Gómez Gayoso,
sangre pura, sangre brava,
sangre de Antonio Seoane, 
de Diéguez, de Larrañaga, 
de Roza, Cristino y Vía,
valles de sangre, montañas!”.